# Torquéole de Sumatra
Arborophila sumatrana
Espèce
Statut de conservation UICN

 LC  : Préoccupation mineure
La Torquéole de Sumatra (Arborophila sumatrana) est une espèce d'oiseaux de la famille des Phasianidae. Parfois la Torquéole de Campbell (A. campbelli) et la Torquéole de Roll (A. rolli) sont considérées comme sous-espèces de A. sumatrana, quand ce ne sont pas les trois torquéoles en question qui sont considérées comme sous-espèce de la Torquéole de Horsfield (A. orientalis) : le COI reconnaît ces quatre taxons comme espèces à part entière.

## Distribution
Cet oiseau peuple les montagnes du centre et du sud de Sumatra.

## Habitat
La Torquéole de Sumatra vit dans les épais sous-bois de la jungle de la chaine montagneuse Barisan, entre 500 et 2 000m (Hennache & Ottaviani 2011).

## Statut, conservation
Son habitat de montagne rend toute exploitation du milieu assez difficile, ce qui pourrait la protéger pour l’instant, d’autant plus qu’elle se rencontre également dans les parcs nationaux de Bukit Barisan Selatan et Kerinci Seblat, tous deux inscrits à la liste du patrimoine mondial de l’Unesco comme « forêts ombrophiles de Sumatra ». La chasse illégale pourrait néanmoins constituer une menace non négligeable (Hennache & Ottaviani 2011).